# 다면체 복합체
수학에서 다면체 복합체(영어: Polyhedral complex)는 특정 방식으로 서로 맞는 실 벡터 공간의 다면체 집합이다. 다면체 복합체는 단체 복합체를 일반화하고 열대 기하학, 스플라인 및 초평면 배열과 같은 다면체 기하학의 다양한 영역에서 발생한다.

## 정의
다면체 복합체 {\displaystyle {\mathcal {K}}}는 다음 조건을 만족하는 다면체 집합이다.
1. {\displaystyle {\mathcal {K}}} 안의 모든 다면체의 모든 면은 {\displaystyle {\mathcal {K}}}에 있다.
2. 임의의 두 다면체 {\displaystyle \sigma _{1},\sigma _{2}\in {\mathcal {K}}}의 교집합은 {\displaystyle \sigma _{1}}, {\displaystyle \sigma _{2}} 둘 다의 면이다.
공집합은 모든 다면체의 면이므로 {\displaystyle {\mathcal {K}}} 안의 두 다면체의 교집합은 공집합일 수 있다.

## 예
- 열대 버라이어티는 특정 균형 조건을 충족하는 다면체 복합체이다.[2]
- 단체 복합체는 모든 다면체가 단체인 다면체 복합체이다.
- 보로노이 다이어그램.
- 스플라인.

## 부채
부채는 모든 다면체가 원점에서 원뿔로 이루어진 다면체 복합체이다. 부채의 예는 다음과 같다.
- 다포체의 정규 부채.
- 다항식 환의 이데알의 그뢰브너 부채.[3][4]
- 자명한 값매김으로 값매김 체에 대해 대수적 버라이어티을 열대화하여 얻은 열대 버라이어티.